# Voltas stapel

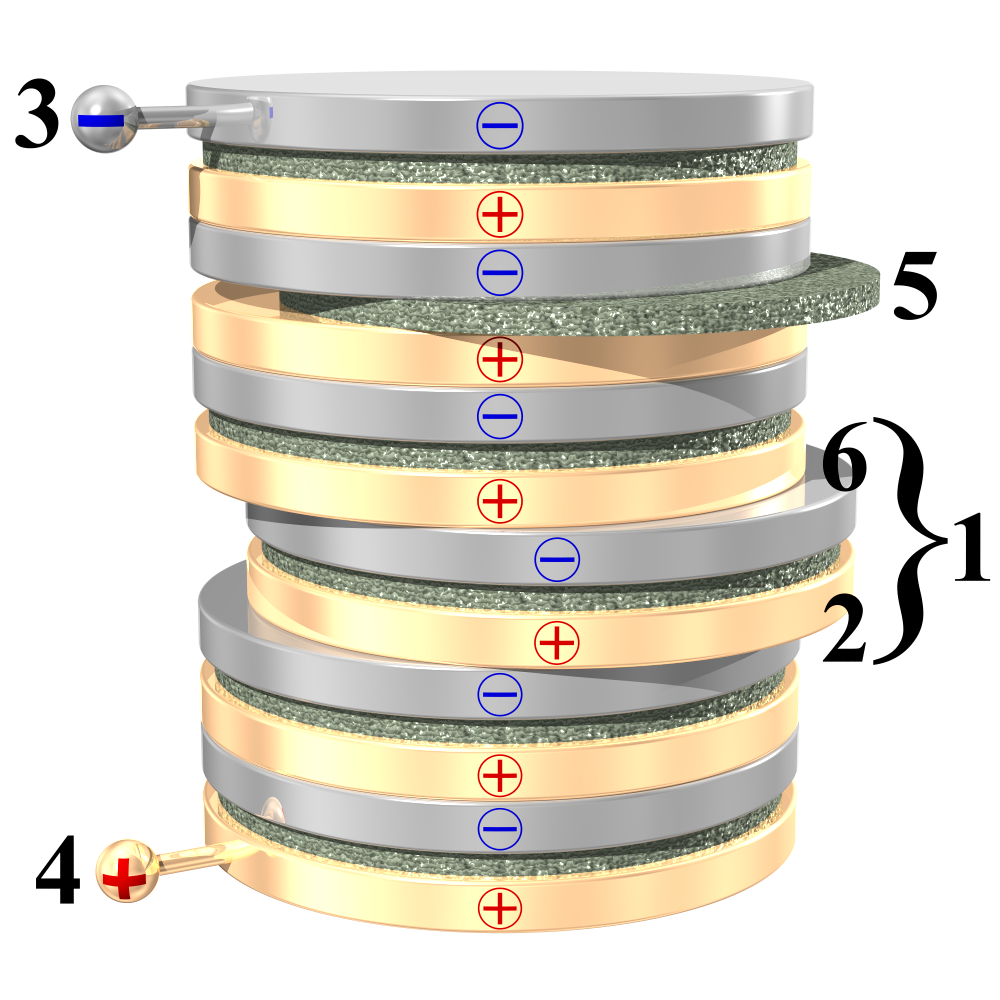
Principskiss av Voltas stapel med sex element.
1. Ett element
2. Kopparskiva
3. Negativa polen för hela stapeln
4. Positiva polen för hela stapeln
5. Filt, papp eller läder indränkt i en svagt sur eller basisk lösning
6. Zinkskiva

Voltas stapel var det första elektriska batteriet i modern tid. Det konstruerades år 1800 av italienaren Alessandro Volta. Hans namn återfinns inte bara i denna uppfinning, utan även i måttenheten för elektrisk spänning: volt.
Batteriet bestod av en stapel av silver- och zinkskivor med mellanlägg av tyg eller poröst papper indränkt med en elektrolyt. Volta förbättrade senare sitt batteri genom att använda koppar- och zinkelektroder i ett kärl med utspädd svavelsyra och kunde då sönderdela vatten och utfälla ädelmetaller på elektrolytisk väg.
Voltastaplen är till skillnad från brunstensbatteriet beroende av luftens syre och är på så vis en god illustration av zink-luftbatteriets funktionssätt.